# Max Treu (Philologe)
Max Treu (auch Max Fromhold-Treu, * 31. Oktober 1907 in Oppekaln; † 19. Juni 1980 in München) war ein deutschbaltischer Klassischer Philologe.

## Leben und Werk
Max Treu stammte aus einer deutschbaltischen Pastorenfamilie. Seine Urgroßeltern waren der Pastor Johannes Hermann Treu (1794–1849) und Marianne von Fromhold; seine Großeltern waren der Pfarrer Bruno Fromhold Treu (1823–1897) und Julie Charlotte geb. Schilling (1830–1903); sein Vater war Oskar Fromhold Treu (1870–1918), seit 1897 Pastor in Oppekaln. Max Treu besuchte ab 1922 das Klassische Gymnasium in Riga, wo er 1926 als Jahrgangsbester die Reifeprüfung bestand. Anschließend studierte er Klassische Philologie, Archäologie und Alte Geschichte an der Universität Lettlands in Riga und an der Universität Leipzig. Er wurde Mitglied der baltischen Studentenverbindung Fraternitas Rigensis. 1937 erwarb er die Magisterwürde. Von 1936 bis 1939 unterrichtete er Latein und Griechisch an den Gymnasien in Riga und Mitau.
Nach dem Beginn des Zweiten Weltkriegs siedelte Treu ins Deutsche Reich über. Er ging 1939 als Studienrat nach Leipzig und erhielt 1940 eine Assistentenstelle am Seminar für Klassische Philologie der Universität Leipzig, wo er bei Friedrich Klingner 1942 zum Dr. phil. promoviert wurde. 1946 wechselte er (zusammen mit Klingner) an die Universität München, wo er sich 1952 für Klassische Philologie habilitierte und 1958 zum außerplanmäßigen Professor ernannt wurde. 1973 trat er in den Ruhestand.
Die Baltische Corporation Fraternitas Dorpatensis zu München nahm ihn 1964 als Ehrenphilister in ihre Verbindung auf.
In seiner Forschungsarbeit behandelte Max Treu zuerst die römischen Historiker und Rhetoren. Nach seinem Wechsel nach München wandte er sich den griechischen Historikern und Dichtern zu. Seine Habilitationsschrift verfolgte das archaische griechische Weltbild anhand der Sprache Homers und der Lyriker. Darüber hinaus veröffentlichte Treu ab den 1950er Jahren zweisprachige Ausgaben der griechischen Dichter Alkaios, Sappho (mehrmals nachgedruckt), Archilochos und Menander in der Tusculum-Bücherei.

## Schriften (Auswahl)
- Die Telephos-Trilogie des Sophokles. In: Hermes. Band 69 (1934), S. 324–338
- Von Homer zur Lyrik. Wandlungen des griechischen Weltbildes im Spiegel der Sprache. München 1955. 2., durchgesehene Auflage 1968 (Zetemata 12; überarbeitete Fassung der Habilitationsschrift, München 1952)
- Alkaios: Lieder. Griechisch und deutsch. München 1952 (Sammlung Tusculum)
- Sappho: Lieder. Griechisch und deutsch. München 1954. 2., durchgesehene Auflage 1958. 8. Auflage 1991 (Tusculum-Bücherei)
- Archilochos. Griechisch und deutsch. München 1959. 2., verbesserte Auflage 1979 (Tusculum-Bücherei)
- Menander: Dyskolos. Mit textkritischem Apparat und Erläuterungen. München 1960 (Tusculum-Bücherei)